# João Urbano
João Urbano (n. 30 de Julho de 1985) é um piloto português de automobilismo.

## Carreira
Em 2005, Urbano participou na Formula BMW World Final, numa prova especial com a ASL Team Mücke Motorsport que não terminou.
Na primeira época com a A1 Grand Prix em 2005-06, Urbano era um piloto de testes da A1 Team Portugal passando a piloto principal em 2006-07, sendo mais tarde substituído por Filipe Albuquerque.

## Resultados
| Época   | Competição           | Equipa                          | Corridas | Vitórias | Poles | Voltas mais Rápidas | Pontos | Pos. |
| ------- | -------------------- | ------------------------------- | -------- | -------- | ----- | ------------------- | ------ | ---- |
| 2007-08 | A1 Grand Prix        | A1 Team Portugal                | 12       | 0        | 0     | 0                   | 5      | 11º  |
| 2006-07 | A1 Grand Prix        | A1 Team Portugal                | 2        | 0        | 0     | 0                   | 10     | 17º  |
| 2006    | Fórmula 3 Euroseries | Prema Powerteam                 | 10       | 0        | 0     | 0                   | 1      | 17º  |
| 2005    | Formula BMW ADAC     | ADAC Berlin-Brandenburg e.V.    | 20       | 2        | 0     | 0                   | 155    | 3º   |
| 2004    | Formula BMW UK       | Carlin Motorsport Team Portugal | 20       | 3        | 3     |                     | 173.5  | 4º   |